# پتروفکا (شهرستان استرلیتاماکسکی، باشقیرستان)
پتروفکا (انگلیسی: Petrovka, Sterlitamaksky District, Republic of Bashkortostan) یک شهرک در شهرستان استرلیتاماکسکی استان باشقیرستان کشور روسیه است.